# 十日町小唄
十日町小唄（とおかまちこうた）は、新潟県十日町市の新民謡。
作詞:長井白眉、作曲:中山晋平。

## 概要
1929年 (昭和4年) 、十日町市の名産である明石ちぢみのコマーシャルソングの制作を作詞は長井白眉に、作曲を中山晋平、振付を水谷八重子 (初代)に依頼し、この曲が誕生した。同年7月に芸者歌手の藤本二三吉の歌唱でビクターからレコード化され、全国的に広まった。戦後新たに編曲し、1960年(昭和35年)に週刊サンケイの「全国民謡・新民謡ベストテン」で第一位を獲得したことから再び脚光を浴びるようになった。
現在も佐渡おけさと共に新潟県の民謡として全国で愛唱されており、「十日町小唄日本一優勝大会」も毎年7月に開催されている。

## 主な歌詞
越後名物数々あれど　明石ちぢみに雪の肌　着たら離せぬ味のよさ　　
　テモサッテモ　ソウジャナイカ　　テモソウジャナイカ(以後、囃子略)
雪が消えれば越後の春は　梅も桜もみな開く　　わしが心の花も咲く
逢いはせなんだか十日町橋で　長さ六町の　　ゆき戻り　恋か涼みか夜を明かす
人が見たらば横丁へよけて　雪のトンネル　　隠れ場所　恋の抜け道廻り道

## 歌唱した歌手
- 芸者歌手 - 藤本二三吉、市丸、喜久丸、三浦布美子　他
- 民謡歌手 - 三橋美智也、岸千恵子、早坂光枝、小杉真貴子、根本美希、金沢明子　他